# Dizy, Marne

Dizy este o comună în departamentul Marne, Franța. În 2009 avea o populație de 1,647 de locuitori.